# ويلهلم إدوارد ألبرشت
ويلهلم إدوارد ألبرشت (بالألمانية: Wilhelm Eduard Albrecht)‏ هو محامي وسياسي ألماني، ولد في 4 مارس 1800 في البلنغ في بولندا، وتوفي في 22 مايو 1876 في لايبزيغ في ألمانيا. انتخب عضو برلمان فرانكفورت وانتخب عضو مجلس الشورى الموحد من ولاية سكسونيا وانتخب نائب برلماني ‏.